# Montblanc (Alta Provença)

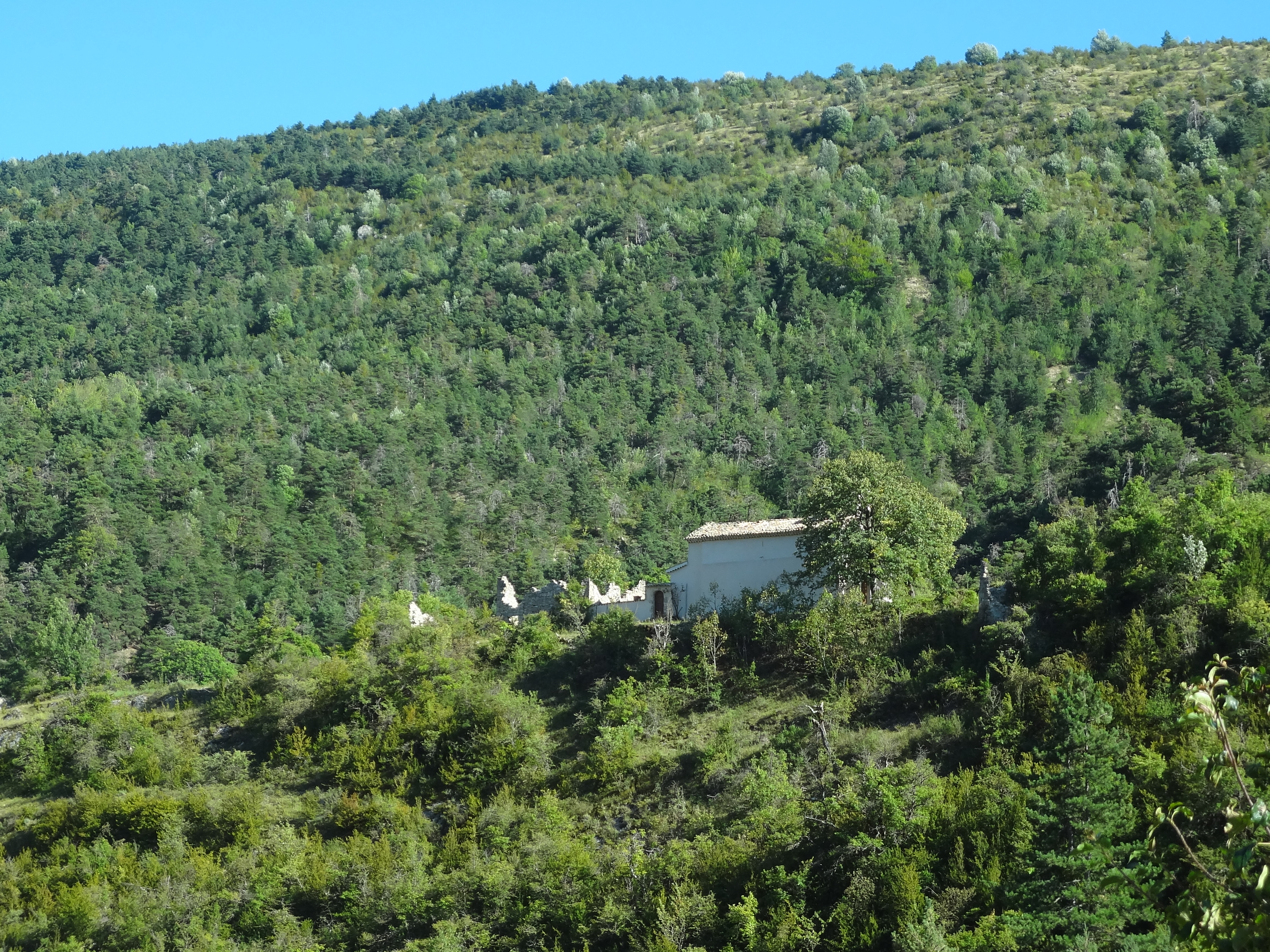
Ruïnes de Montblanc, a la Vau de Chalvanha

Montblanc és una antiga població de França, avui dia integrada dins del municipi de Val-de-Chalvagne, que pertany al departament francès Alps de l'Alta Provença i a la regió Provença-Alps-Costa Blava. El poble apareix documentat per primer cop cap a l'any 1200.
Cal no confondre'l amb Montblanc d'Occitània.